# Rue Ferdinand Hénaux
La rue Ferdinand Hénaux est une rue de commerce du centre historique de Liège (Belgique) située entre l'arrière de l'hôtel de ville de Liège et la rue Léopold.

## Odonymie
La rue rend hommage à Ferdinand Hénaux, un avocat libéral et historien, né à Liège le 19 mars 1815 et y décédé le 2 janvier 1880, auteur entre autres d'Histoire du pays de Liège en 1851.

## Histoire
La partie méridionale de la rue reprend le tracé de la rue des Quatre seaux, visible sur la carte de Maire de 1720 et disparue lors de la percée de la rue Léopold. Avant son nom actuel, la rue s'est d'abord appelée rue de l'Hôtel de Ville, visible sur la carte de 1880 de Blonden.

## Description
Cette rue commerçante plate et pavée se situe à l'arrière de l'hôtel de ville et constitue une des quatre voiries bordant la place du Commissaire Maigret où se situe la gare Léopold, une gare de bus du TEC. La rue mesure environ 72 m et ne compte que six immeubles aménagés pour la plupart en commerces du secteur Horeca (terrasses). Un pavage bicolore dessine au sol des figures géométriques (carrés et rectangles).

## Architecture
La rue percée vers 1876 et contemporaine de la rue Léopold voisine possède un ensemble relativement homogène d'immeubles de commerce érigés à la fin du XIXe siècle et au début du XXe siècle. Les constructions du côté pair ont été démolies au début des années 1980 pour permettre in fine l'aménagement de la place du Commissaire Maigret au début du XXIe siècle.

## Voiries adjacentes
- Rue de l'Épée
- Rue de la Violette
- Place du Commissaire Maigret
- Rue du Stalon
- Rue Léopold

### Source et lien externe
- Claude Warzée, « La rue Léopold (quartier de la Madeleine) », sur Histoires de Liège, 17 juillet 2014 (consulté le 7 août 2023)